# All These Things That I've Done
All These Things That I've Done is een nummer van de Amerikaanse rockband The Killers uit 2004. Het is de derde single van hun debuutalbum Hot Fuss.
Het nummer was een van de minder succesvolle nummers van het album "Hot Fuss". In de Amerikaanse Billboard Hot 100 haalde het slechts de 74e positie, terwijl het in de Nederlandse Single Top 100 de 66e positie behaalde. Tekst uit het refrein - de regel "I got soul, but I'm not a solider" - is gebruikt door verschillende artiesten waaronder James Bay, Bono, Macklemore, Chris Martin en Robbie Williams.